# Paavalvärri
Paavalvärri är en kulle i Finland.   Den ligger i Utsjoki kommun i landskapet Lappland, i den norra delen av landet, 1 100 km norr om huvudstaden Helsingfors. Toppen på Paavalvärri är 261 meter över havet.
Terrängen runt Paavalvärri är varierad.  Trakten runt Paavalvärri är nära nog obefolkad, med mindre än två invånare per kvadratkilometer. Närmaste större samhälle är Utsjoki by, 14,6 km norr om Paavalvärri. Omgivningarna runt Paavalvärri är i huvudsak ett öppet busklandskap.